# Admir
Admir ist ein albanischer und bosnischer männlicher Vorname. Er kann sowohl eine Variante des Namens Amir sein als auch eine Ableitung vom lateinischen admiror mit der Bedeutung „bewundern“.

## Namensträger
- Admir Bilibani (* 1979), Schweizer Fußballspieler
- Admir Hodzić (* 1985), serbischer Biathlet und Skilangläufer
- Admir Jamak (* 1970), jugoslawischer Biathlet
- Admir Medjedović (* 1985), österreichisch-bosnisch-herzegowinischer Fußballspieler
- Admir Mehmedi (* 1991), Schweizer Fußballspieler albanisch-mazedonischer Herkunft
- Admir Terzić (* 1992), deutsch-bosnischer Fußballspieler
- Admir Ujkaj (* 1993), albanischer Fußballspieler
- Admir Vladavić (* 1982), bosnischer Fußballspieler